# Sørkjosen

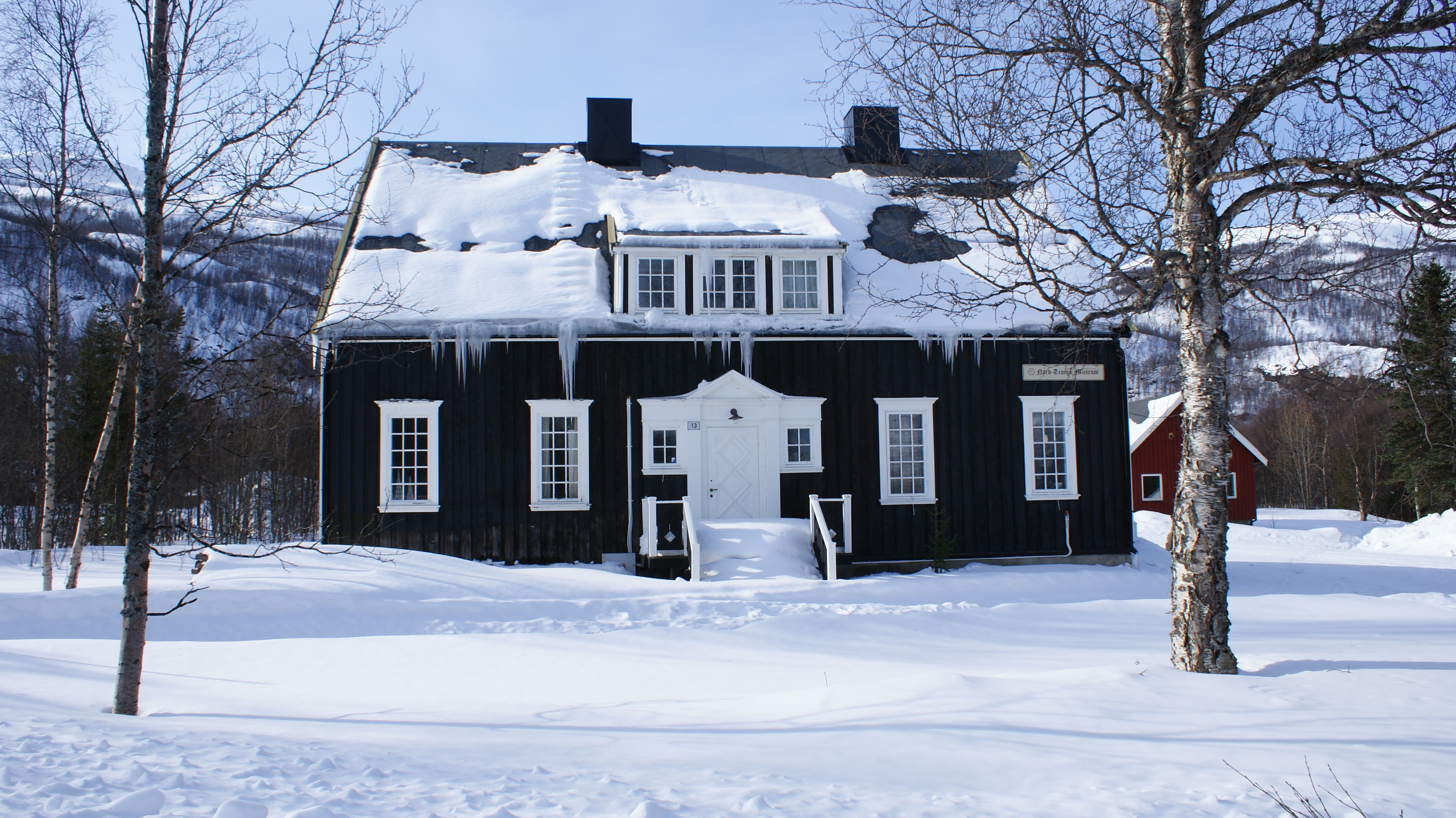
Bjørklygården i Sørkjosen

Sørkjosen (kvänska: Rässikäinen, nordsamiska: Reaššegeahči) är en tätort i Nordreisa kommun i Troms fylke i norra Norge. Den hade 840 invånare den 1 januari 2018. Sørkjosen ligger vid E6 på västra sidan av Reisafjorden, omkring fem kilometer nordväst om kommunens centralort Storslett. 
Sørkjosen har hamn för fiskebåtar och småbåtar, och är utgångspunkt för lokal reguljär fartygstrafik. Sørkjosens flygplats, som ligger mellan samhället och fjorden, har dagliga flygturer till Tromsø, Hammerfest och Kirkenes.
Borrning av en 4,6 kilometer lång vägtunnel genom Sørkjosfjellet mellan Sørkjosen och Langslett påbörjades i januari 2014 och den nya vägen och tunneln öppnades i februari 2018.
I Sørkjosen ligger Bjørklygården, som tidigare var Nord-Troms Museums administrationsbyggnad.

## Namnet
Både på den södra och på den norra sidan av Reisafjorden ligger en "kjos" ("smal dal"), vilket givit de norska namnen Sørkjosen och Nordkjosen. Längs E6 mellan dessa platser ligger centralorten Storslett.
Det kvänska namnet på Sørkjosen är Rässikäinen, eller bara Rässi, som betyder låg havsstrand eller "sedimentavlagring". Anknytande kvänska platsnamn i området är Rässinvaara (Sørkjosfjället) och Rässikäisenmukka (bukt vid Møllerelvas utlopp mellan Sørkjosen och Jubelen). Begreppet "rässi" används också bland annat för älvmynningen i Skibotn i Storfjords kommun, dit älven har fört stora mängder sand..
Det samiska namnet Reaššegeačhi betyder ungefär samma som det kvänska.

## Näringsliv
Sørkjosen har ett förhållandevis rikt och diversifierat näringsliv med bland annat flera dagligvaru- och andra butiker, logimöjligheter, bilverkstad och annan serviceverksamhet.

## Jord- och lerskredet 2015
Den 10 maj 2015 skedde ett kilometerlångt jord- och lerskred längs kanten mot havet mellan Sørkjosen och Jubelen, vilket spärrade av Europaväg 6 under lång tid och ledde till att många evakuerades. Raset åstadkom stor materiell ödeläggelse, men ledde inte till någon förlust i människoliv. Orsaken till skredet kan ha varit en stenfyllning i havet som ingick i tunnelbygget i Sørkjosafjellet..
Några kilometer längre söderut skedde 1959 ett lerskred i Sokkelvika, som förde med sig flera hus i havet och krävde nio liv.

## Bildgalleri

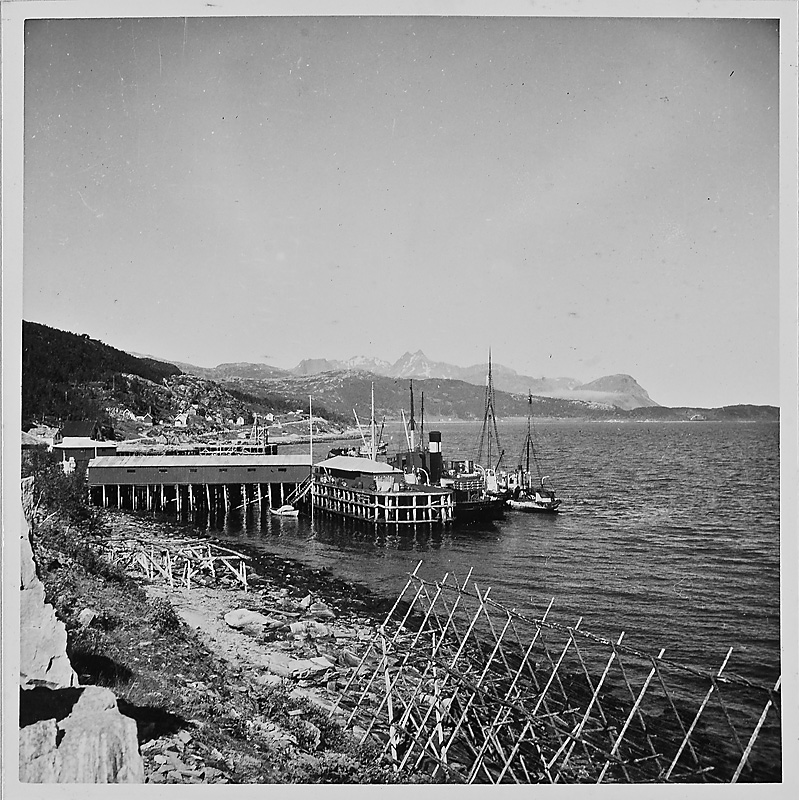
Hamnen i Sørkjosen 1942
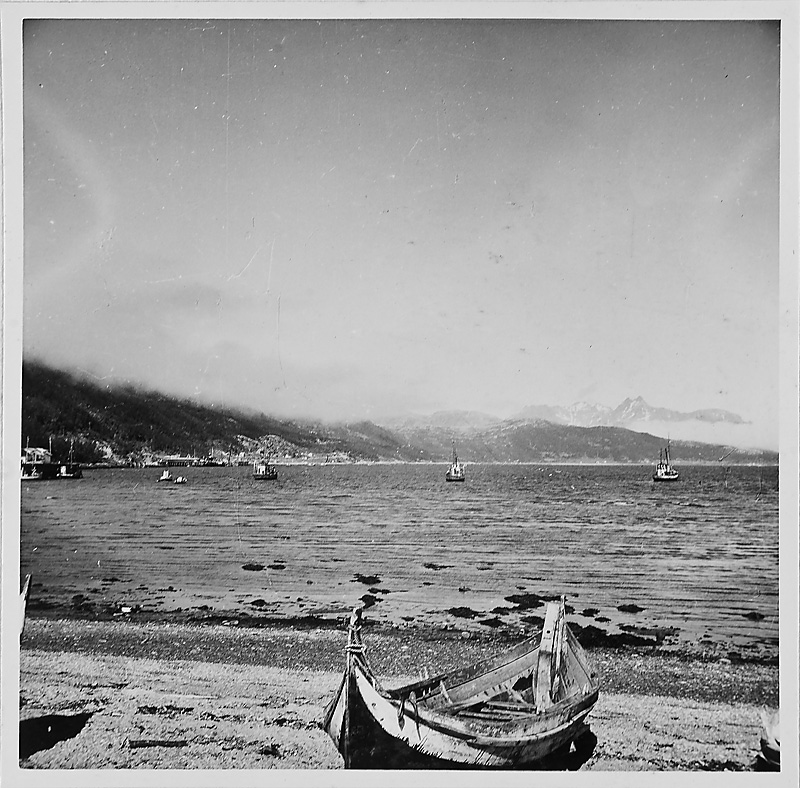
Fiskebåtar i Sørkjosen 1942
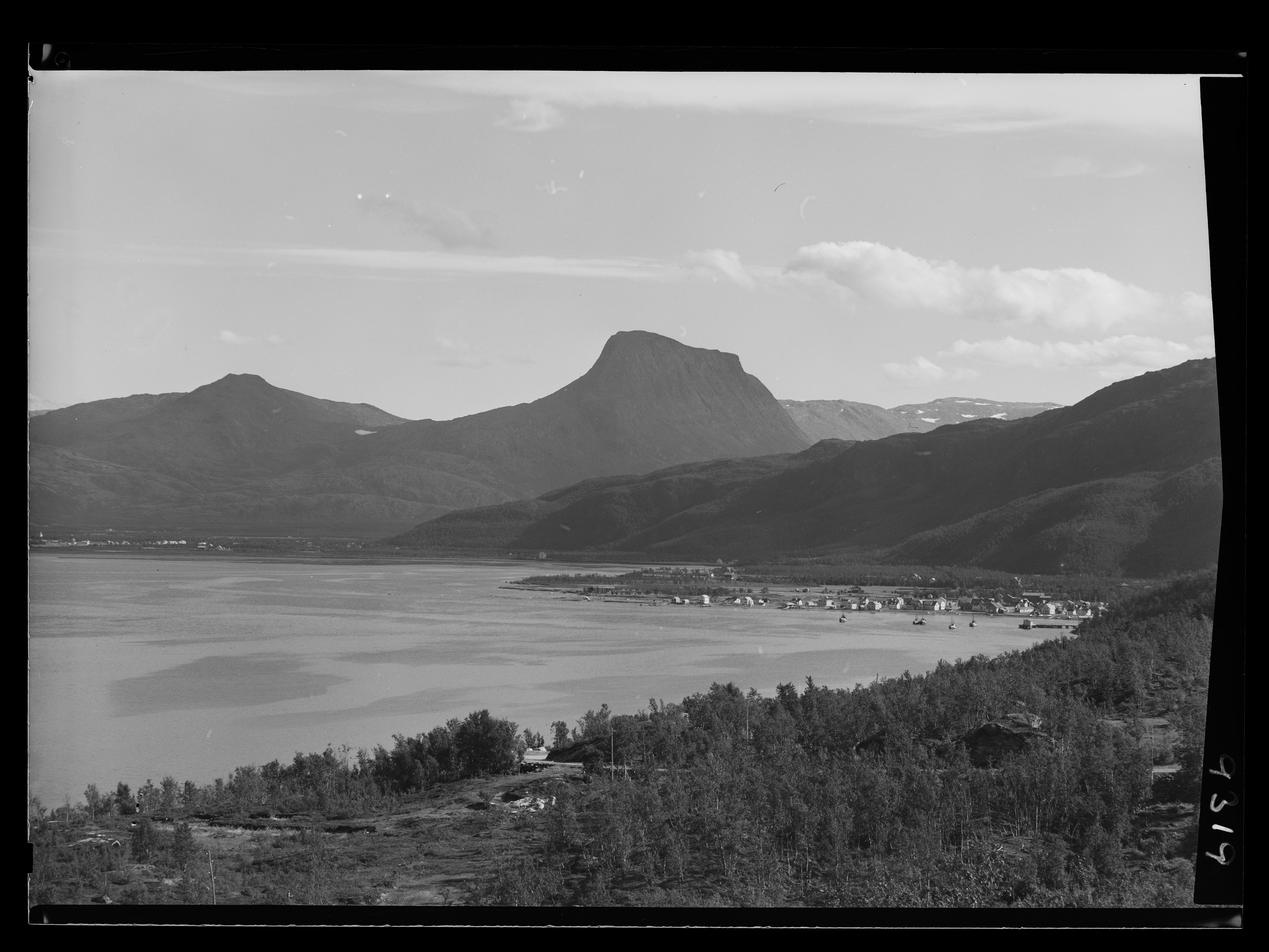
Sørkjosen mot fjordbotten, 1950
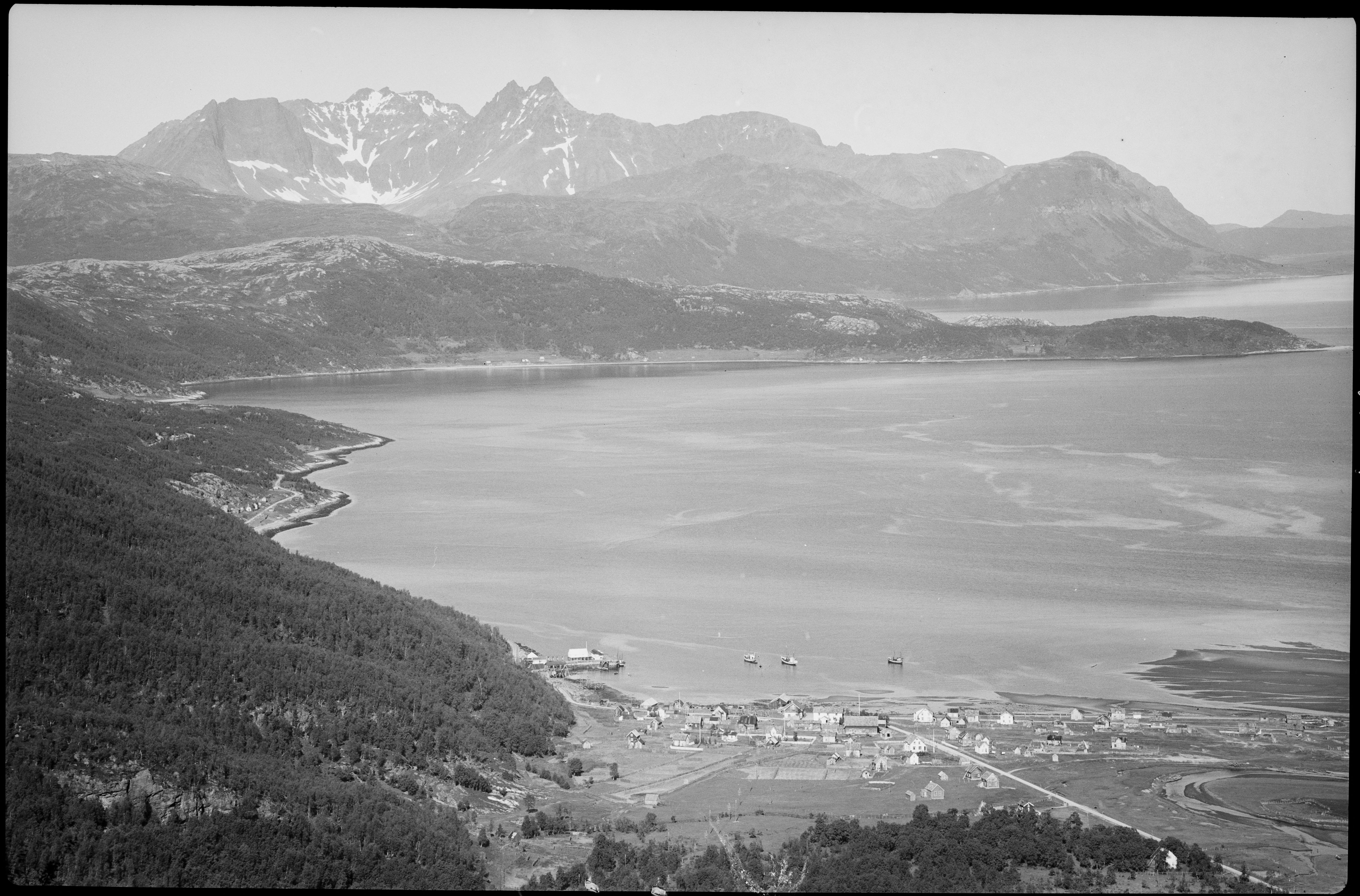
Sørkjosa och Sokkelvika
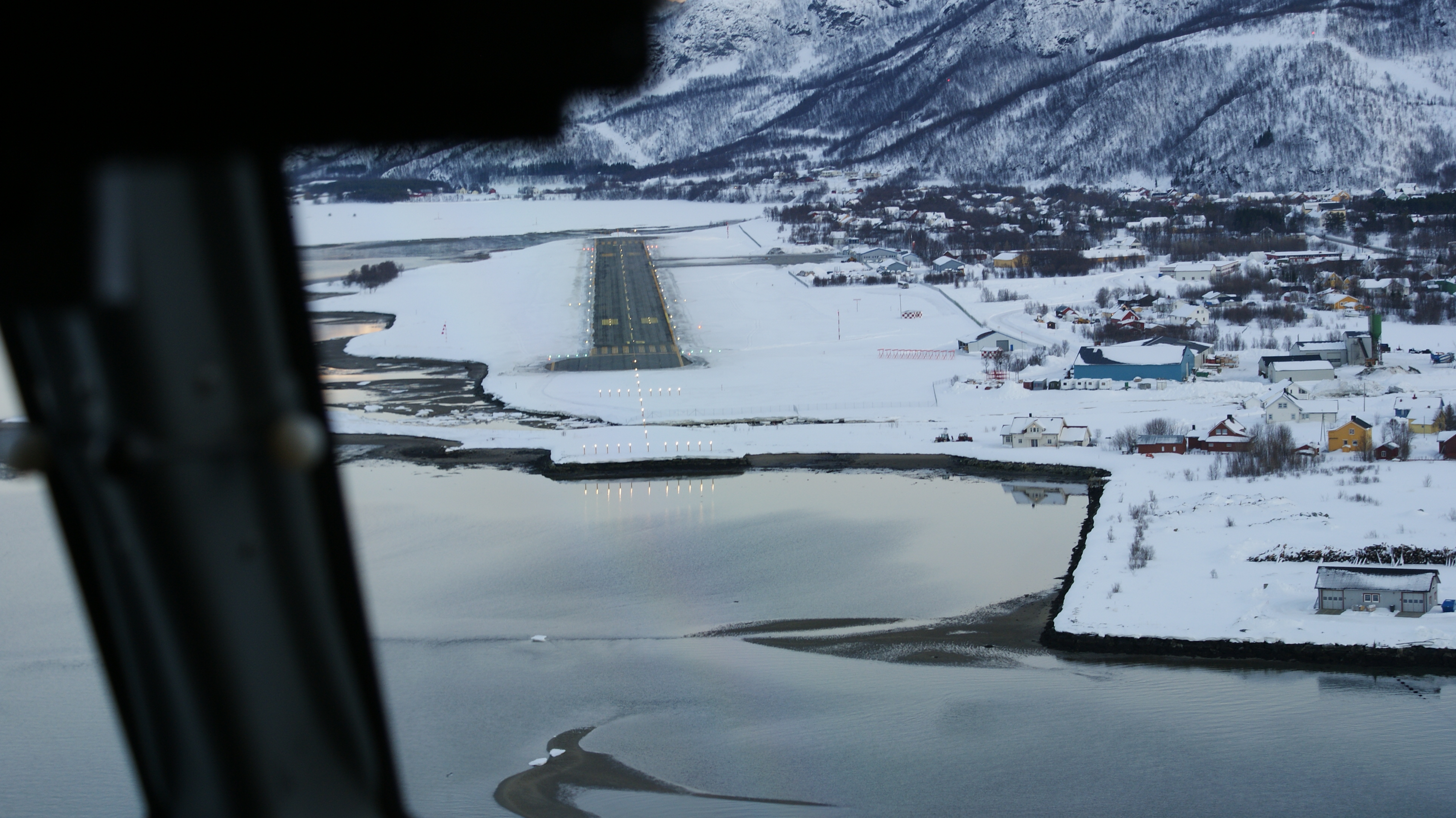
Sørkjosens flygplats och Sørkjosen